# Пустовойт Руслан Костянтинович
Русла́н Костянти́нович Пустово́йт (позивний «Павук») — український військовослужбовець, розвідник, штаб-сержант Збройних сил України. Учасник війни на сході України (2014—2017) та російсько-української війни (з 2022 року). Служив у Добровольчому українському корпусі «Правий сектор» (2014—2016), 54-му окремому розвідувальному батальйоні (2016—2017) та 35-й окремій бригаді морської піхоти (з 2022). Голова ГО «Спілка ветеранів АТО та військових волонтерів „Мужність“» у Маріуполі (з 2017).

## Життєпис
Руслан Пустовойт народився 2 листопада 1970 року в місті Маріуполь Донецької області. Його батько працював на заводі імені Ілліча й пізніше у ювелірній майстерні, а мати була нянькою в лікарні та підробляла медсестрою. Руслан навчався у маріупольських школах № 7, 65, 16 та 2. Займався боксом, самбо та дзюдо. Проходив підготовку в місцевому клубі «Юний десантник», зокрема стрибав з парашутом на аеродромі у Моспиному, вивчав радіостанції, ходив на ялах та жив у наметах.
З 1989 року проходив перше навчання в розвідувальному батальйоні 226-го полку Повітрянодесантних військ СРСР в Гайжюнаї (Литва). Там же став старшим сержантом, закінчив друге навчання і школу прапорщиків. Виступав за збірну десантних військ «Кристал». Служив під час січневих подій у Вільнюсі 1991 року.
До 2013 року був тренером з кікбоксингу та рукопашного бою (майстер спорту міжнародного класу), мав кілька спортивних клубів, де викладав рукопашний бій та самооборону. Має двох дітей, сина 2007 р. н. і доньку 2012 р. н. У липні 2022 року в українських соціальних мережах набуло популярності відео Руслана Пустовойта з дочкою Настею, яка не бачила тата з 24 лютого.

## Бойовий шлях

### Батальйон «Патріот» (2014)
З початком війни на сході України та протистояння у Маріуполі Руслан Пустовойт разом з друзями-спортсменами самоорганізувалися в батальйон «Патріот» (батальйон не було оформлено офіційно). Перший автомат добув під час штурму сепаратистами маріупольського УВС, відібравши в одного з них. Працював з офіцерами спецпідрозділу СБУ «Альфа», які жили у його квартирі. Разом із ними брав участь у деяких операціях, зокрема, із контррозвідки та затримання «народних мерів» у Донецькій області. У середині липня 2014 року потрапив на фронт. На початку серпня воював в районі Савур-могили, а в 10-х числах серпня був перекинутий під Іловайськ, де брав участь у перших штурмах.

### У складі ДУК ПС (2014—2016)
Згодом Руслан Пустовойт приєднався до 8-го окремого батальйону «Аратта» Добровольчого українського корпусу «Правий сектор». Після 20 серпня 2014 року бійці ДУК були спрямовані на підсилення широкинського напрямку під Маріуполь, де зайняли позиції у південній частині Широкиного вздовж моря, і тримали оборону майже пів року. З березня до липня 2015 року Руслан у складі батальйону «Аратта» воював в районі села Гнутове. Там дістав перше серйозне поранення в бою з ДРГ противника, потрапивши на міну МОН-50. Отримавши перелом обох ніг, лікувався спочатку в ЛШМД в Маріуполі, потім в лікарні імені Мечникова в Дніпрі. Після трьох місяців реабілітації в жовтні 2015 року повернувся на передову, воював в Широкиному та Водяному (в районі Маріуполя).
27 червня 2016 року під час розвідки група Пустовойта виявила опорний пункт противника в напрямку окупованого села Саханка. Руслан Пустовойт розробив операцію із зачистки, яку погодив з військовим командуванням сектору й Генштабом. На підсилення групи Пустовойта виділили бійців 54 ОРБ і 73-го Центру ССО. Попри витік інформації, внаслідок операції вбито 2 російських бойовиків, ще один вбитий під час спроби втечі, а 8 затримані й роззброєні. Вся група вийшла з бою без втрат. Надалі полонених передали СБУ, а Головне управління розвідки Міноборони оприлюднило імена бойовиків, захоплених у полон.

### У складі 54 ОБР (2016—2017)
У вересні 2016 року Руслан Пустовойт перейшов до лав ЗСУ, ставши командиром окремого взводу розвідки 54-го окремого розвідувального батальйону. 8 жовтня 2016 року під час перевірки території поблизу села Водяне група на чолі з Пустовойтом натрапила на патруль противника, який було знешкоджено — двох вбито, один поранений втік, одного затримано. Полонений виявився командиром опорного пункту «Дерзкий», позивний «Філ».
22 листопада 2016 року Пустовойт був поранений вдруге. Під час патрулювання території між Водяним і Широкиним троє бійців потрапили у засідку, під кулеметний вогонь. Їм вдалося передати рацією координати терористів. Від поранення в голову загинув на місці Мар'ян Каптованець («Молодий»). Поранений в руку Сергій Кладько («Борець») майже кілометр тягнув пораненого командира, який втратив багато крові. Руслан був доставлений до реанімаційного відділення маріупольської лікарні, звідти — гелікоптером у Дніпро. В обласній лікарні Мечникова його оперували кілька бригад хірургів, діставши з нього понад 60 осколків. В грудні 2016 Руслан Пустовойт вже повернувся до Маріуполя. Демобілізувався в 2017 році. Станом на 2020 рік, перебував у резерві 73-го морського центру Сил спеціальних операцій.

### У складі 35 ОБрМП (з 2022)
Наприкінці березня 2022 року очолюваний Пустовойтом взвод з 16 морських піхотинців 35-ї бригади морської піхоти України, розташованої в Маріуполі, зміг вийти з оточеного росіянами міста: Пустовойт, який народився та виріс у Маріуполі, разом зі своїм взводом знайшов спосіб обійти всі блокпости. Вийшовши з Маріуполя 28 березня та пройшовши через окуповану територію 340 км зі зброєю та спорядженням, взвод Пустовойта дістався українських позицій 2 квітня, ставши найбільшим українським загоном, що зміг вийти з оточеного Маріуполя.
19 липня 2022 року близько 18:00 поблизу села Білогірка Херсонської області під час виконання бойового завдання отримав поранення в результаті артилерійського обстрілу противника. 30 липня 2022 року, перебуваючи у госпіталі в Одесі, отримав нагородний ніж від командувача Військово-морських сил Збройних сил України віцеадмірала Олексія Неїжпапи. З 23 серпня 2022 року повернувся до бойових дій. Продовжує службу в 35-й бригаді морської піхоти у званні штаб-сержанта.

## Громадсько-політична діяльність
У грудні 2017 року Руслан Пустовойт зареєстрував у Маріуполі громадську організацію «Спілка ветеранів АТО та військових волонтерів „Мужність“», яку станом на 2023 рік продовжує очолювати. Брав участь у парламентських виборах 2019 року як самовисуванець у виборчому окрузі 57 в Маріуполі. За результатами виборів у виборчому окрузі переміг Вадим Новинський.

## Нагороди
- 2016 — Пам'ятний годинник від Головного управління Національної поліції в Донецькій області[15][3]
- 2017 — Орден «За мужність» III ступеня (за особисту мужність, самовідданість і високий професіоналізм, виявлені під час бойових дій та при виконанні службових обов'язків)[16][17]
- 2017 — Громадська відзнака «Лицарський хрест добровольця»[18]
- 2017 — Недержавна волонтерська нагорода «Народний герой України»[19]
- 2019 — Нагорода від Предстоятеля ПЦУ Епіфанія[20]
- 2022 — Нагородний ніж від командувача Військово-морських сил Збройних сил України віцеадмірала Олексія Неїжпапи (за високий професіоналізм під час виконання службових обов'язків на Херсонщині, за особисту мужність і самовіддані дії, виявлені під час підготовки та ефективне виконання завдань)
- 2023 — Орден «За мужність» II ступеня (за особисту мужність, виявлену у захисті державного суверенітету та територіальної цілісності України, самовіддане виконання військового обов'язку)[21]